# Revolução Suíça de 1798
A Revolução suíça de 1798 foi um evento onde foi criada a República Helvética. Ocorreu logo após a invasão da antiga Confederação Helvética pelas tropas napoleônicas.